# علیرضا عزت‌کرامت
علیرضا عزت‌کرامت (زاده ۱۱ بهمن ۱۳۶۵) یک بازیکن فوتبال اهل ایران است که در پست هافبک دفاعی بازی می‌کند.

## باشگاه حرفه ای
آغاز فعالیت حرفه ای علیرضا عزت کرامت در تیم نفت تهران بود. وی قرارداد خود را در تیرماه ۱۳۹۱ امضا کرد و به مدت سه سال آن را تمدید نمود.